# Kavaklıdere (district)
Kavaklıdere is een Turks district in de provincie Muğla en telt 11.153 inwoners (2007). Het district heeft een oppervlakte van 318,48 km².
De bevolkingsontwikkeling van het district is weergegeven in onderstaande tabel.
| 1997   | 2000   | 2007   |
| ------ | ------ | ------ |
| 12.877 | 12.548 | 11.153 |

## Gemeenten in het district
- Kavaklıdere Belediyesi (2797 inw)
- Çayboyu Belediyesi (1410 inw)
- Menteşe Belediyesi (2497 inw)
- Çamlbel Belediyesi (1244 inw)[2]

## Plaatsen in het district
- Çamlıyurt
- Çavdır
- Derebağ
- Kurucuova
- Nebiler
- Ortaköy
- Salkım
- Yeşilköy

Bodrum · Dalaman · Datça · Fethiye · Kavaklıdere · Köyceğiz · Marmaris · Milas · Muğla · Ortaca · Ula · Yatağan